# Colli di Faenza Pinot bianco
Il Colli di Faenza Pinot bianco è un vino DOC la cui produzione è consentita nelle province di Forlì e Ravenna.

## Caratteristiche organolettiche
- colore: giallo paglierino talvolta con riflessi verdognoli
- odore: delicato, caratteristico, intenso
- sapore: asciutto, fresco, armonico

## Produzione
Provincia, stagione, volume in ettolitri
- nessun dato disponibile